# Stefanie Reid
Stefanie McLeod "Stef" Reid (26 de octubre de 1984) es una atleta paralímpica que compite por Gran Bretaña, principalmente en la categoría T44 de eventos de salto largo y sprint. Ganadora de múltiples medallas a nivel europeo y mundial, su éxito más notable fue durante los juegos paralímpicos en Pekín 2008 y Londres 2012, donde obtuvo bronce en el sprint (2008) y plata en salto de longitud (2012). 
También participó y fue semifinalista en Celebrity MasterChef 2018.

## Biografía
Reid nació en Nueva Zelanda de padres británicos (padre escocés, madre inglesa). La familia se mudó a Toronto, Ontario, Canadá cuando ella tenía 4 años. Perdió su pie derecho en un accidente de navegación, a los 16 años. Aunque hablando en vivo en el canal 4 del Reino Unido, dijo que el accidente ocurrió cuando tenía 15 años. Su vida fue salvada por un cirujano en Toronto que detuvo el flujo sanguíneo a través de la amputación. 
Está casada con el corredor de silla de ruedas canadiense Brent Lakatos, y ahora viven en Inglaterra, donde ambos entrenan en la Universidad de Loughborough.

## Carrera de atletismo
Amante de los deportes antes del accidente, jugó rugby union, pero encontró dificultades después de su amputación con los árbitros que sintieron que la pierna artificial podría dañar a otros jugadores. Decidió concentrarse en sus estudios y obtuvo una beca completa en la Queen's University para estudiar bioquímica. Se unió al equipo de atletismo del campus y tres años después compitió en el Campeonato Mundial.
Compitiendo por Canadá en los Juegos Paralímpicos de Verano 2008 en Pekín, China, ganó una medalla de bronce en los 200 metros femeninos T44, salió en la primera ronda de los 100 metros femenionos T44 y terminó quinta en salto de longitud femenino F44. Cambió su lealtad a Gran Bretaña a principios de 2010.
En 2010, el presentador y productor de la BBC Matthew Stadlen pasó un día con Reid para el programa de noticias The Road With a Paralympic.
En abril de 2013, se anunció que aparecería en la última campaña para la tienda británica Debenhams, la primera cadena de la calle principal en utilizar modelos con discapacidad en sus campañas. Su imagen apareció en la revista británica Vogue en abril de 2013. Las fotos celebran la diversidad en el sector minorista.
Intentó calificar para representar a Escocia en la principal competencia de salto de longitud en los Juegos de la Mancomunidad de 2014. No cumplió con el estándar de calificación de 6.2 metros, aunque estableció un récord mundial para la clase T44 en el Gran Premio de Glasgow de Sainsbury (5.47 m) mientras intentaba clasificarse.
A pesar de no calificar para los Juegos, ganó la medalla de oro en el Campeonato de Europa de IPC, superando a la ex poseedora del récord mundial, Marie-Amélie Le Fur por 4 cm. 
Fue nombrada miembro de la Orden del Imperio Británico (MBE) en los honores de año nuevo 2018 por servicios al deporte paralímpico.